# Acanthosphinx
Acanthosphinx este un gen de molii din familia Sphingidae. Conține o singură specie, Acanthosphinx guessfeldti, care este întâlnită în pădurile din Sierra Leone până în Bazinul Congo, Angola, Zambia, Malawi, Tanzania și Uganda. 

## Descriere
Anvergura este de 57–70 mm.
Larvele au fost observate hrănindu-se cu specia Bridelia micrantha. 